# Élections fédérales australiennes de 1984
Des élections législatives et sénatoriales fédérales se tiennent le 1er décembre 1984 en Australie afin de renouveler les 148 sièges de la Chambre des représentants et 46 des 76 sièges du Sénat.